# Brytyjska Flota Pacyfiku
Brytyjska Flota Pacyfiku (ang. British Pacific Fleet) – związek operacyjny Royal Navy i flot dominiów, zorganizowany w ostatnich latach II wojny światowej dla prowadzenia wspólnych z United States Navy działań w wojnie na Pacyfiku.

## Formacja
Brytyjska Flota Pacyfiku powstała w rezultacie postanowień konferencji strategicznej w Quebecu we wrześniu 1944 roku. Zdecydowały o tym zarówno względy militarne: dzięki zaangażowaniu Stanów Zjednoczonych na froncie europejskim możliwe stało się przesunięcie części sił Royal Navy w rejon Oceanu Spokojnego, jak i polityczne: premier Winston Churchill chciał w ten sposób zaznaczyć wkład Wielkiej Brytanii w zwycięstwo nad Japonią. Rząd brytyjski zobowiązał się do stworzenia własnego systemu zaopatrzenia floty, aby nie obciążać dodatkowo amerykańskich służb tyłowych na obszarze Pacyfiku. Ustalono również, że okręty brytyjskie i pozostałych flot Imperium stworzą jednolity związek operacyjny, pod ogólnym zwierzchnictwem amerykańskim, a ich pierwszą operacją będzie desant na Okinawę w początku 1945 roku.
Formalnie Brytyjska Flota Pacyfiku powstała 22 listopada 1944 roku na Cejlonie, a jej dowódcą mianowano admirała Bruce’a Frasera. Pod koniec roku w jej skład wchodziło pięć lotniskowców: HMS „Illustrious”, HMS „Formidable”, HMS „Indomitable”, HMS „Victorious” i HMS „Indefatigable”, dwa pancerniki: HMS „Howe” (okręt flagowy admirała Frasera) i HMS „King George V”, siedem krążowników i 22 niszczyciele. Oprócz okrętów brytyjskich były to jednostki Royal Australian Navy, Royal Canadian Navy i Royal New Zealand Navy. Od początku 1945 roku Bruce Fraser rezydował stale w kwaterze głównej Brytyjskiej Floty Pacyfiku w Sydney, skąd koordynował zarówno działania bojowe, jak i rozwiązywał skomplikowane problemy zaopatrzeniowe. Dowództwo operacyjne nad całością floty sprawował jego zastępca wiceadmirał Bernard Rawlings, zaś grupą lotniskowców dowodził wiceadmirał Philip Vian.

## Działalność operacyjna
Pierwszą akcją bojową okrętów Brytyjskiej Floty Pacyfiku było bezskuteczne bombardowanie lotnicze rafinerii ropy naftowej w Pangkalan Brandan na północnej Sumatrze 20 grudnia 1944 roku. Podobną operację, pod kryptonimem Meridian, przeprowadzono 24 i 29 stycznia 1945 roku, tym razem osiągając cel: zaatakowane rafinerie zostały poważnie uszkodzone.
Po przejściu do Australii a następnie na Pacyfik, zespół brytyjski dołączył 15 marca do amerykańskiej Piątej Floty, dowodzonej przez admirała Raymonda Spruance’a, przejmując oznaczenie taktyczne TF.57. Wkrótce wziął udział w bitwie o Okinawę, od 26 marca do 8 kwietnia bombardując japońskie pozycje na wyspach Sakishima w archipelagu Riukiu. W kwietniu 1945 roku do Brytyjskiej Floty Pacyfiku dołączyła 4. Flotylla Okrętów Podwodnych. Jej okręty odniosły wkrótce duży sukces, topiąc 8 czerwca w cieśninie Banka w rejonie Sumatry japoński krążownik ciężki „Ashigara”.
Od 27 maja 1945 roku okręty brytyjskie, pod oznaczeniem taktycznym TF.37, wchodziły w skład amerykańskiej Trzeciej Floty, dowodzonej przez admirała Williama Halseya. Operowała ona w rejonie głównych Wysp Japońskich, ale amerykańscy dowódcy, z przyczyn politycznych (uważali oni rejon Azji i Pacyfiku za wyłączną strefę wpływów Stanów Zjednoczonych i obecność Brytyjczyków na tym terenie i ich udział w zwycięstwie nad Japonią były według nich zbędne, co przyznał wprost admirał Halsey w swych wydanych po wojnie wspomnieniach), odsuwali sojuszników od działań na głównych kierunkach operacyjnych. Nie dołączyli ich na przykład do zespołu atakującego bazę marynarki Japońskiej w Kure 24 lipca. W tej sytuacji ostatnim większym sukcesem podwładnych admirała Frasera było uszkodzenie krążownika „Takao” w akcji miniaturowych okrętów podwodnych w Singapurze w nocy z 31 lipca na 1 sierpnia (operacja Struggle). Przed dniem kapitulacji Japonii znaczna część okrętów, ze względu na trudności zaopatrzeniowe, powróciła do Australii i tylko nieliczne, między innymi pancernik HMS „King George V”, wzięły udział w ostatnich dniach walk i ceremonii podpisania kapitulacji 2 września 1945 roku.
Po zakończeniu wojny okręty Brytyjskiej Floty Pacyfiku zostały przekształcone w morski komponent brytyjskich sił okupacyjnych w Japonii.